# Тантри (тексти)
Тантри (санскр. तन्त्र — тантра) — від «тан» — розширювати, букв. переклад — сіть, тканина. Тантри або садхана-шастри — священні тексти, в яких йдеться про духовні практики тантри.

## Походження
Самі тантри складають корпус колись заборонених вчень, які, за легендою, пішли від найперших таємних бесід Шиви, творця і руйнівника космосу, з його коханою дружиною, багаторукою богинею Шивою, — іноді у вигляді прекрасної Парваті, але частіше в образі жахливої Калі — під час їх нескінченного небесного сполучення. Історично найдавніші із збережених тантр відносяться до буддійської традиції і датуються приблизно 600 р. Точний час їх написання встановити практично неможливо, оскільки вони складені на основі протографів. Тантричні переказ стверджують, що ці бесіди, що розкривали секрети самоперерождення і магії, в тому числі — сексуальної, були нібито підслухані могутніми йогами-сіддхамі або, іншими словами, магами, потім виробили для людства систему тантричної ініціації. Записані тантри розкривають лише дещицю гупта-відья (таємної доктрини), істинне ж прилучення здійснюється від учителя до учня. Оскільки панує думка, що всі священні писання в нашу епоху втратили свою силу, тантри вважаються єдиним цінним духовним джерелом в Калі-югу.
Освічені сіддхи навчили деяким забороненим практикам декількох учнів, що володіють необхідним для цього розумом і даром. Потім, говориться в переказах, століття за століттям тантри передавалися від адепта до адепта; усна традиція поступової передачі вчення з уст учителя на вухо учневі жила безліч століть і донині залишається самою істинною формою ініціації серед західних і східних послідовників шляху лівої руки. Секрети тантри зашифровувати в творах мистецтва учнями, які мають талант до малювання, музики, скульптури і танцю. Творче натхнення художника, порив, що відносить його від громадських звичаїв і цінностей, є символ вільної від догми енергії, якою володіють тантристи. Створити твір будь-якого жанру — значить стати богом і творцем світу; така творча діяльність завжди була причетна до магії, як на Заході, так і на Сході.
З часом тантри стали записувати від руки на тендітних пальмових листах, переважно використовуючи Сандхья-Бхаса або «сутінкову мову», якою володіли тільки посвячені. Уроки, викладені в цих текстах, у жодному разі не утворюють цілісного вчення, вони являють собою запаморочливу мішанину з тисячі різноманітних трактувань і методик ініціації, від найглибших філософських прозрінь до досить примітивних порад по любовній магії і способам наведення порчі, дуже схожих з західною народною магією.

## Способи класифікації
Прихильники Тантри прагнуть зберігати в суворій таємниці все, що стосується їх практик. І тому може здатися дивним, що в нашому розпорядженні є настільки значна кількість тантричних письмових робіт, більшість з яких представлені в публічних книгосховищах, а до інших доступ ще більш простий. Обсяг тантричноїй літератури дуже обширний, а зміст джерел сильно варіюється, причому настільки сильно, що адекватна класифікація їх навряд чи можлива. Крім цього, більшість текстів, які ми маємо, не мають певних філософських установок, приналежності до конкретних сектам і навіть авторства. Багато з них здаються абсолютно незв'язними в своїх описах і грандіозних претензіях. І безсумнівно, що більшість текстів складено досить пізно — в період з X по XVIII ст. н. е. У різних тантричних текстах тематика перекривається, ідеї повторюються, а версії просто дублюються, відбувається це настільки часто, що неможливо визначити, де оригінал, а де запозичення.
І все ж є кілька критеріїв, згідно з якими тексти можуть бути класифіковані, особливо порівняно ранні тексти. Один з цих критеріїв базується на концепції «Амная» (аmnауа, п'ять «Амная» — культові центри Індії):
1. тексти східній «Амная», що належать переважно шляху мантри ;
2. тексти західної «Амная» — шлях « дії» (karma);
3. тексти північній «Амная» — шлях " знання " (jnana);
4. тексти південній «Амная» (шлях bhakti);
5. тексти центральної «Амная» — поєднують всі шляхи .

Інший критерій класифікації тантрических текстів оснований на концепції трьох гун (guna) :
1. тексти, що роблять упор на гуну «саттва» (sattva);
2. тексти, що роблять упор на гуну «раджаса» (rajas);
3. тексти, що роблять упор на гуну «тамас» (tamas).

Серед інших критеріїв класифікації можна назвати і такий як географічне місце походження тексту. Є тексти з області Гауда (Бенгал і його околиці), Кашміру (і прикордонних з ним районів, таких як Долина Свата, звана в старих текстах країною Уддіяна) і Керала (південна Індія). Але, мабуть, найбільш загальноприйнятою є класифікація текстів на основі їх приналежності до тієї чи іншої традиції (sampradaya). Згідно з цим принципом, тексти поділяються на ті, що належать ведичної релігії (veda — marga), буддизму чи джайнізму.
Є тексти, які відносяться до секретних практик (Вама — чара, vamacara); інші — призначені для широкої публіки (дакшіначара, dakhinachara); треті — змішані (misra), містять настанови і по вамачара, і по дакшіначара .
Тантричні тексти, які мають справу переважно з енергією (Шакті), становлять окрему групу, яка має спеціальну назву — Шакті. Крім цього, існують тексти, присвячені Шиві або Вішну. Вони називаються відповідно Шайва — і Вайшнава — тантри. Шайва — тантра включає саму Шайва, а також пашупата, Калагамана і Капаліка. Робіт Шаіва -напрямку традиційно налічується двадцять вісім, тоді як робіт Вайшнава — напрямку налічується сто вісім.
Перший напрямок (зване також Шаіва — агама) підрозділяється ще на дві гілки: безпосередньо Шаіва, що включає десять робіт, таких як Камікагама, Карашгама, Супрабхедагама і Аджітагама; і гілка Раудра, що включає вісімнадцять робіт, таких як Віджаягама, Ніхшвагіогама, Кіранагама, Сваямбхувагама і Рауравагама.
Вайшнава своєю чергою поділяється на три гілки: гілка Вайкханаша, що складається з самхит (авторів Марич, Бхрігу, Атри і Каш'япа); гілка Панчаратра, яка включає такі роботи як Джаякхая — самхита, Пушкара — самхита і Сатвата — самхита; а також гілка Тантра — сара.

## Зовнішній і внутрішній напрямки
Прихильники культу Шакті можуть дотримуватися двох напрямків: Каула або Самаячара. Відмінності між ними численні, і все ж ці відмінності важко сформулювати. Можна, хоча і досить умовно, перша віднести до прихильників зовнішніх ритуалів, тоді як друга — до практик «внутрішньої Садхани» (antaryaga). Послідовники напрямки Каула поклоняються богині Калі і зберігають свої ритуали в таємниці. За деякими даними, ці ритуали включають питво вина, прийняття в їжу м'яса і риби, жести рук і сексуальні практики (ці п'ять: вино, м'ясо, риба, жести і секс складають так звані практики п'яти «м»). Але послідовники цього напряму говорять, що шлях Каула не для тих, хто не може утримувати контроль над своїми імпульсами і почуттями.
Деякі секти напрямки Каула, такі як «пурвакула» (purvakula) практикують п'ять «м» чисто символічно, тоді як інші секти — «Уттаракула» (Uttarakula), «Капаліка» (Kapalika) і «Дігамбар» (Digambara) — мають конкретні ритуали, пов'язані з практикою п'яти «м», які з боку можуть здатися дивними і відразливими . Вони ідентифікують себе з божеством Бхайрава і оголеними здійснюють ритуал поклоніння Богині. Відомо, що послідовники Каула мають як би кілька оболонок. Самі вони є шактістамі (або послідовниками напрямки Каула), але за зовнішніми атрибутами можуть виглядати як шіваіти (послідовники напрямки Шаіва); і в той же час, на своїх культових зборах вони можуть вести себе як вішнуїст (послідовники напрямки Вайшнава).
Прихильники другого напрямку культу Шакті — Самаячара — набагато більш суворі в своїх поглядах і ритуалах, ніж послідовники напрямки Каула . Вони практикують ритуал Шрі-чакра (Sri-cakra), і в основі їх практики лежить доктрина «чакр» — психічних центрів людського тіла. П'ять частин їх канону названі іменами ведичних мудреців: Васиштха, Санакая, Сукха, Санандана і Санаткумара.
Більшість тантричних ідей зазнало становлення за часів діяльності напівлегендарних громад сіддхів і натхів, які існували в перші століття Нової ери. Поетичні твори («парадоксальні пісні») — доха (dohas) Апабхрамси і карьягіти (caryagiia) сіддха, а також складені на санскриті тексти Натхів, особливо текст Горакшанатха (Gorakshanatha), є важливими джерелами тантричних ідей. Під впливом імпульсу, який дали Тантрі Сіддхи і Натхи, різноманітні письмові джерела рясно з'являлися аж до періоду Середньовіччя. Кашмірський різновид шиваизма і південно — індійська Шаіва — Сиддханта мають дуже цікаві тексти . Кашмірський шиваїзм яскраво представлений такими роботами як Шівадрішті (Sivadrshti) автора Сомананди, Тантра-лока (Tantra-loka) і Тантра-сара (Tantra-sara) автора Абхінавагупти, Прат'ябхіджняхрідая (Pratya — bhijnakrdaya) і Спандасандоха (Spandasandoha) автора Кшемараджі. Всі трактати Шаіва — Сиддханта написані тамільською мовою. Найбільш важливими тут є роботи Тірувачакам (Tiruvacakam) автора Маніккавачакара, Шіваджнянабодам (Sivajnanabodam) автора Мейкандадевара, Шіваджнянасіддхіяр (Sivajnanasiddhiyar) автора Шакалагама — пандіта, а також роботи автора Тіруджнянасамбандара. Такі автори як аппар і Шундарар теж внесли дуже важливий внесок у процес становлення тамільської шиваизма.
У перші століття нової ери Тантра привернула до себе увагу таких релігійних течій як джайнізм і буддизм. В обох цих релігіях поклоніння богам і богиням у формах якшас (yakshas) і якшіс (yakshis) (древньоіндійським божествам чоловічої і жіночої статі) і найвища шанування духовних наставників (тіртханкар, дхьяни — будд і бодхісаттв) є характерними рисами. У джайнизме, кожен з двадцяти чотирьох тітрханкаров («герой, який здійснив перехід») вступає у володіння своїми власними властивостями якша (yaksha) і якшини (yabhini). Більшість цих духів і божеств ведуть свою пряму родовід від древніх міфічних персонажів народних культів (таких як Гаруда, Кубера, Гомедха, Кімнара, Брахма, Вара-Нанду, Гомукха і Тумбуру); а деякі з них були вже добре відомі в зборах тантрических творів (таких як Каліка, Ваджрашрінкхала, Бхрікуті, Гаурі, Джваламаліні і Махаманасі). Оскільки обряди на честь цих стародавніх тантрических божеств були вельми популярні повсюдно, то немає нічого дивного в тому, що безліч джайнсько — тантричних практичних посібників було складено уславленими джайнськими вченими. Тексти Бхайрава — Падмавати — Калпа (Bhairava — Padmavati — kalpa), Джагатсударі — прайога — мала (Jagatsudari — prayoga — mala), Шрі- Чинтамани — Калпа — сара (Sri — cintamani — kalpa — sara) і Відхі — прана (Vidhi — prana) є прекрасною ілюстрацією того, що може бути названо «джайнською тантрою».
Переважна більшість збережених текстів досі залишаються у вигляді рукописів. З тих які були опубліковані, багато належать обрядовим типам Каула і Самая.

## Список тантр
- Кубджіка — тантра (Kubjika — tantra) ,
- Саура — самхита (Saura — samhita) ,
- Кирана — тантра (Kirana — tantra) ,
- Джаякх'я — самхита (Jayakhya — samhita) ,
- Парамешвара — тантра (Paramesvari — tantra) ,
- Куларнава (Kularnava) ,
- Маханірвана — тантра (Mahanirvana — tantra) ,
- Бхавачудамані (Bhavacudamani) ,
- Мундамала — тантра (Mundamala — tantra) ,
- Прайога — сара (Prayoga — sara) ,
- Камікагама (Kamikagama) ,
- Джаясімха — калпадрума (Jayasimha — kalpadruma) ,
- Джнянасанкаліні — тантра (Jnanasankalini — tantra) ,
- Вамакешвара — тантра (Vamakesvara — tantra) ,
- Шрікрама — тантра (Srikrama — tantra) ,
- Тантрараджа — тантра (Tantraraja — tantra) ,
- Каулавалінірмая (Kulavalinirmaya) ,
- Шактісангама — тантра (Saktisangama — tantra) ,
- Рудра — Ямалу (Rndra — yamala) ,
- Сарада — тілака (Sarada — tilaka) ,
- Парананда -сутра (Parananda — sutra) ,
- Каула — рахасья (Kaula — rahasya) ,
- Матангапарамешварі — тантра (Matangaparamesvari — tantra) (з коментарями Рамакантхі) ,
- Бхайрава — дамара (Bhairava — damara)
- Какачандешвара — мату (Kakacandesvara — mata).

Більшість з них до досі залишаються не переведеними з санскриту . Сер Джон Вудрофф (Артур Авалон) зробив дуже багато не тільки в плані перекладу тантрических текстів, але і як інтерпретатор викладених у них концепцій . Чінтакаран Чакраварті, Харапрасад Шастрі, Бхавтош Бхаттачарья, М. П. Пандіт, Капали Шастрі, Прабодха Чандра Багчі, М. Еліаде, Дж. Туччі, П.X. Потт, Гопінатх Кавіраджа і Хазаріпрасад Двіведі — ось деякі імена вчених, роботи яких пролили світло на багато, раніше темні питання тантрической традиції.
Багато тантрических робіт залишається поки в стані рукописів, але вони включені в каталоги . Більшість з таких робіт присвячені конкретним ритуалам і божествам, це такі роботи як
- Курукулла — Потала (Kurukulla — potala) ,
- Екаджата — садхана (Ekajata — sadhana) ,
- Кумарі — тантра (Kumari — tantra) ,
- Гаурі — Ямалу (Gauri — yamala) ,
- Тара — нігама (Tara — nigama) ,
- Тарани — ніраяна (Tarani — nirayana) ,
- Бхайраві — Ямалу (Bhairavi — yamala) ,
- Матангі — тантра (Matangi — tantra) ,
- Варахі — тантра (Varahi — tantra) ,
- Лакшмі — куларнава (Laksmi — kularnava) ,
- Бхут — дамара (Bhuta — damara)
- Малларі — Махатмйа (Mallari — mahatmya) .

Є деякі роботи, присвячені загальним питанням, наприклад :
- Тантра — Дипика (Tantra — dipika) ,
- Тантра — Дарш (Tantra — darsa) ,
- Тантріка — дарпана (Tantrika — darpana) ,
- Прайога — сара (Prayoga — sara) ,
- Бріхат — тантра- сара (Brihat — tantra — sara) ,
- Шактагама — сарвасва (Saktagama — sarvasva) ,
- Мантра — тантра- Пракаша (Mantra — tantra — prakasa)
- Нігама — калпадрума (Nigama — kalpadruma) .

Таким чином, тантрична література не тільки обширна, але і вельми різноманітна. Вона не тільки відображає різноманітні світогляду і рівні духовного розвитку, але і дозволяє зрозуміти причини різноманіття релігійних культів в Індії. Тантрична література дає також ключ до розуміння такого своєрідного і багатогранного релігійного явища, яке являє собою індуїзм.